# بحر العرب
بحر العرب هو جزء من المحيط الهندي، يقع بين سواحل شبه الجزيرة العربية وشبه القارة الهندية. تحده من الشمال إيران وباكستان وعمان، ومن الشرق شبه القارة الهندية، ومن الغرب شبه الجزيرة العربية والقرن الأفريقي. يبلغ مساحته 3.862.000 كيلومتر مربع، ويبلغ أقصى عمق لها 4.652 متر. يربطه بالبحر الأحمر خليج عدن من الغرب عبر مضيق باب المندب، ويربطه بالخليج العربي خليج عمان في الشمال الغربي.

## جغرافية

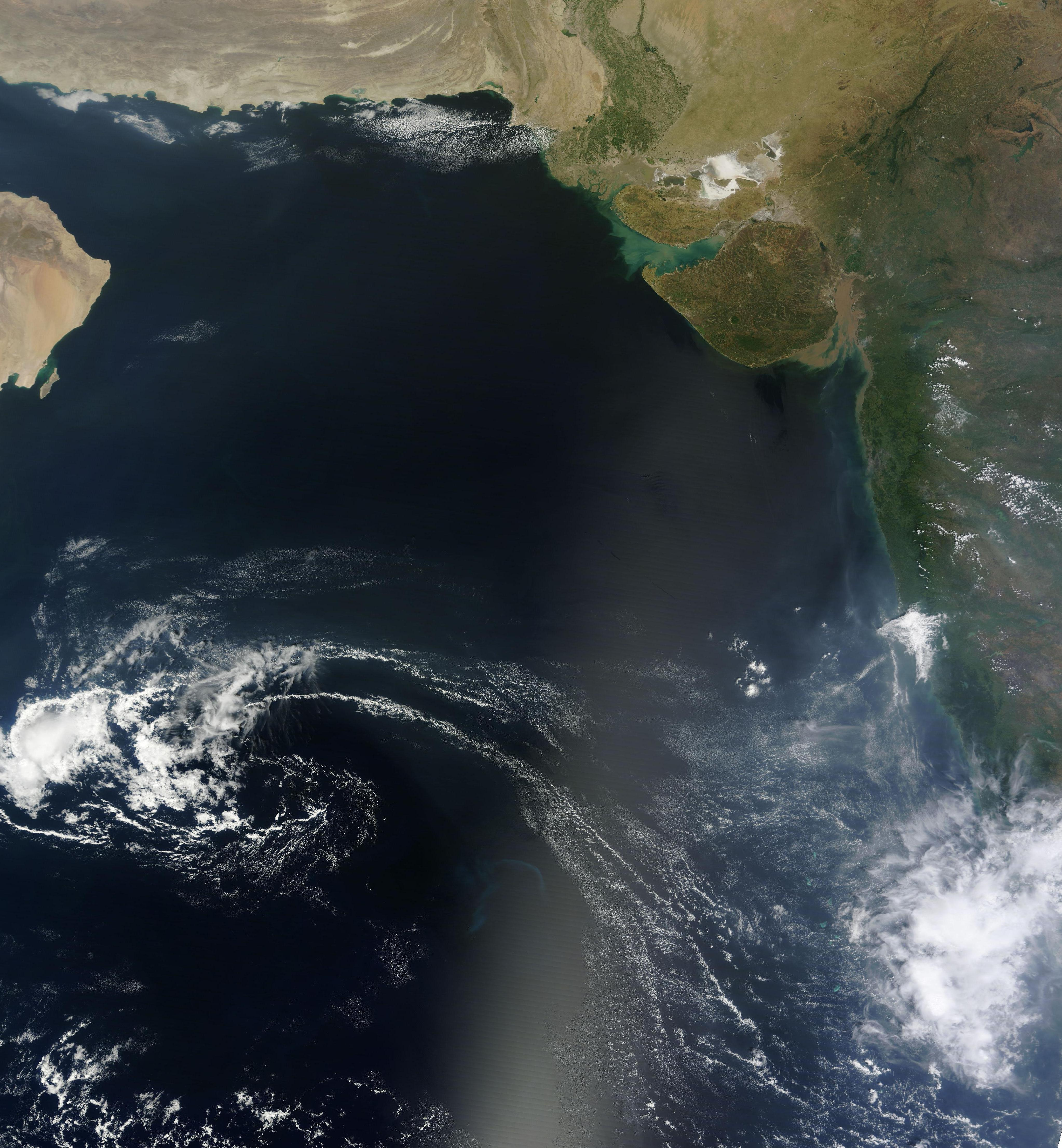
بحر العرب من الفضاء

تبلغ مساحة سطح بحر العرب حوالي 3.862.000 كيلومتر مربع، وأكبر عرض له هو 2.400 كيلومتراً تقريباً، وأقصى عمق له 4.6 كيلومتر تقريبًا. تصب الأنهار السند ونارمادا وتابتي مباشرة في هذا البحر. ومن أشهر الجبال التي تطل عليه سلسلة جبال ظفار في سلطنة عمان، وجبال غاتس الغربية في الهند. له ذراعان ممتدان هما خليج عمان وخليج عدن.
الدول المطلة على بحر العرب هي الهند، إيران، عُمان، باكستان، اليمن، الصومال والمالديف. وتطل عليه مدن عدة مثل مومباي في الهند وكراتشي في باكستان وولاية صور وصلالة في عُمان والمكلا في اليمن وبوصاصو في الصومال. يولد بحر العرب الكثير من المنخفضات المدارية التي تتحول في الأغلب إلى عواصف تؤثر على الدول المطلة عليه وبالأخص سلطنة عُمان واليمن.

### الحدود
تعرف المنظمة الهيدروغرافية الدولية حدود بحر العرب على النحو التالي:
- من الغرب: الحد الشرقي لخليج عدن.
- من الشمال: خط يضم رأس الحد النقطة الشرقية لشبه الجزيرة العربية (22°32'N) ورأس جيواني (61°43'E) على الساحل الباكستاني.
- من الجنوب: خط يمتد من أقصى الجنوب أدو أتول في جزر المالديف، إلى أقصى شرق رأس حافون (أقصى شرق أفريقيا، 10°26'N).
- من الشرق: خط يمتد من ساداشيفجاد في الحد الغربي لبحر لكديف على الساحل الغربي للهند. () إلى كوراديفا () ومن ثم إلى أسفل الجانب الغربي من لكشديب وأرخبيل جزر المالديف إلى أقصى نقطة جنوبية من أدو أتول في جزر المالديف.

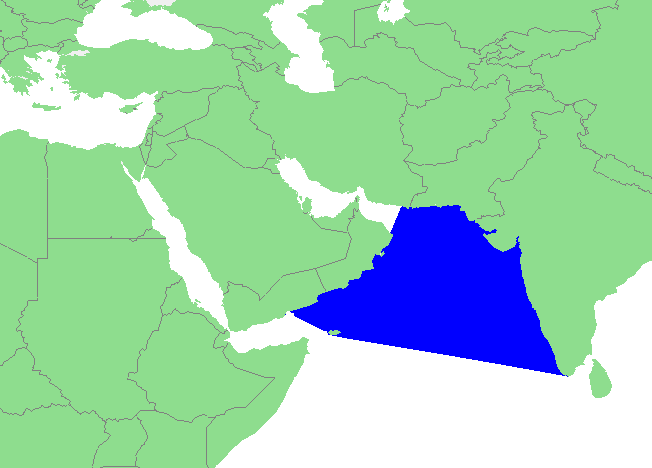
بحر العرب

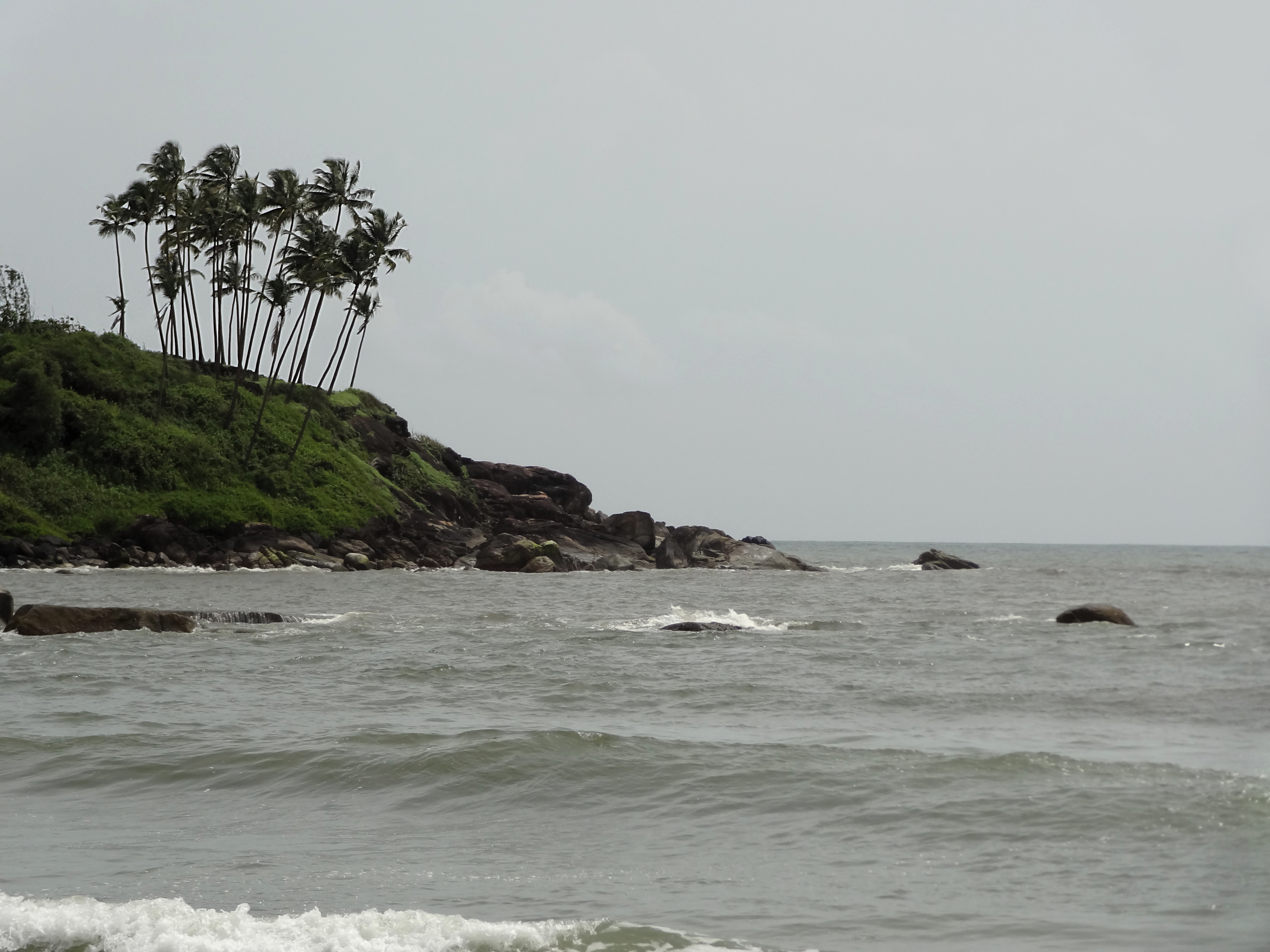
شاطئ بحر العرب في الهند

## طرق التجارة

أسماء وطرق ومواقع رحلة البحر الإريتيري

كان بحر العرب طريقًا تجاريًا بحريًا مهمًا منذ عصر السفن الشراعية الساحلية منذ تقريبا الألفية الثالثة قبل الميلاد، وبالتأكيد أواخر الألفية الثانية قبل الميلاد وحتى الأيام الأخيرة المعروفة باسم عصر الشراع. وفي فترة حكم يوليوس قيصر، اعتمدت العديد من طرق التجارة البرية والبحرية المشتركة الراسخة على النقل المائي عبر البحر المحيط بمناطق التضاريس الداخلية الوعرة إلى شماله.
أدى البحر العربي دور مهماً في ظهور وتطور ممالك جنوب شبه الجزيرة العربية كمعين وحضرموت وسبأ؛ حيث كانت البضائع التجارية تصدَّر من الهند فتمر خلال شبه الجزيرة العربية إلى أسواقها في الشرق الأدنى والعالم، وكانت اليمن وحضرموت إحدى المحطات التجارية العظمى لتلك البضائع.

## الجزر

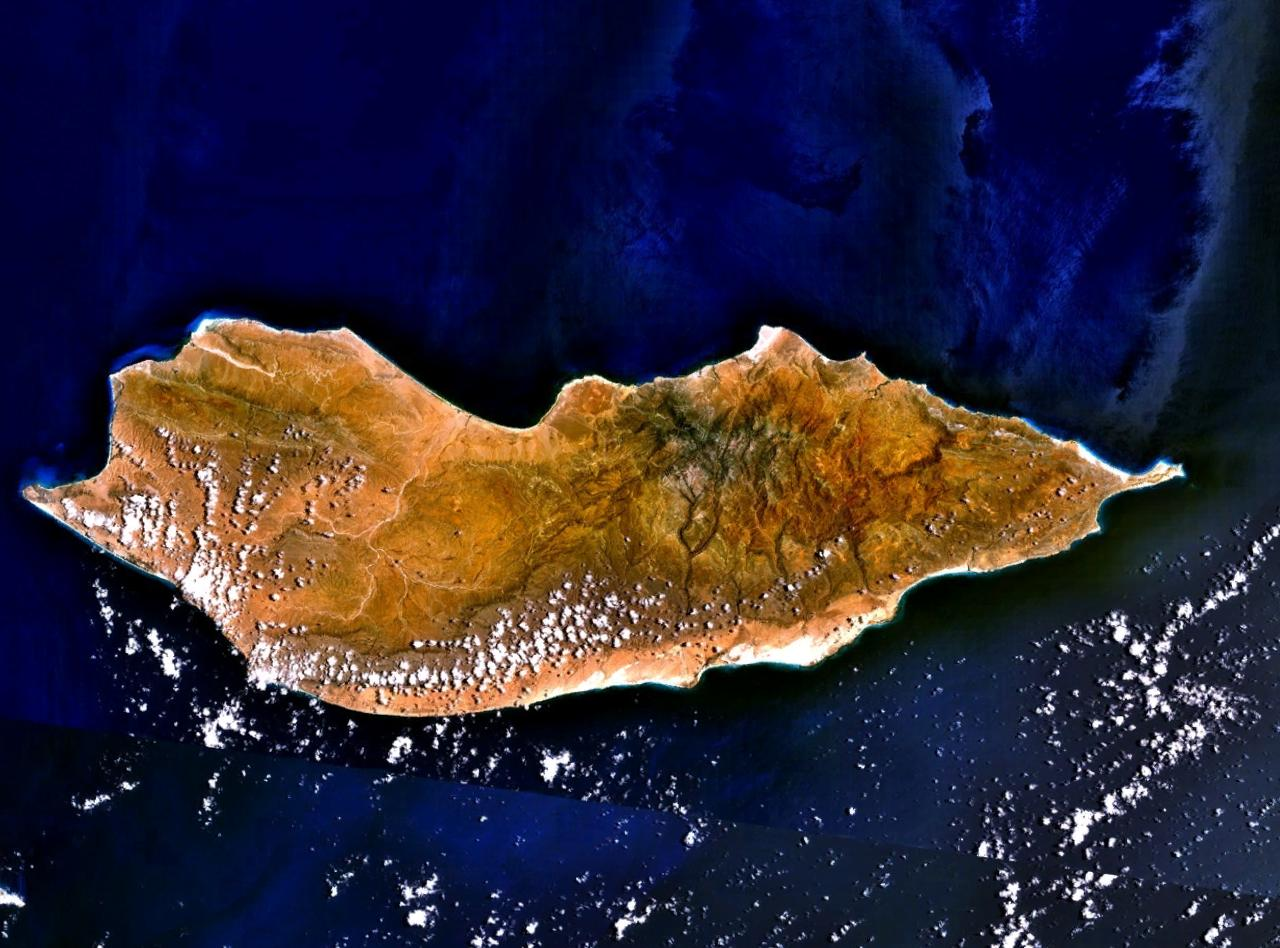
منظر لاندسات على جزيرة سقطرى اليمنية.

هناك العديد من الجزر في بحر العرب، وأهمها جزر لكشديب (الهند)، سقطرى (اليمن)، مصيرة (عمان) وجزيرة بفت تلار (باكستان).

## المنطقة الميتة
المنطقة الميتة هي منطقة خالية من الأكسجين تقع في بحر عمان ونتيجة لذلك فهي خالية من أي حياة بحرية. تعتبر أكبر منطقة ميتة في العالم بمساحة تساوي مساحة اسكتلندا.